# Ret Chhon
Ret Chhon (nascido em 1940) é um ex-ciclista olímpico cambojano. Representou sua nação nos Jogos Olímpicos de Verão de 1964, na prova de contrarrelógio (100 km).